# Афонка
Афонка — хутор в Краснодарском крае. Входит в состав Кабардинского сельского округа муниципального образования город-курорт Геленджика.
В некоторых источниках указан как Ахонка.

## География
Хутор располагается на отрогах Маркхотского хребта. Имеется асфальтовая дорога к трассе М4.У хутора берёт своё начало река Адегой, вдоль которой проложена грунтовая дорога до станицы Шапсугской.

## История
Первое упоминание о хуторе можно встретить на картах 1914 года.
Во время Великой Отечественной войны хутор находился у линии обороны. До сих пор в лесу можно найти воронки от авиабомб, траншеи. В небе над Ахонкой шли ожесточённые авиабои, о чём свидетельствуют многочисленные могилы летчиков.
1 января 1955 года хутор вошёл в состав Кабардинского сельского Совета Геленджикского района.
1 января 1963 года хутор Афонка вошёл в состав Большого Геленджика и в ведение Геленджикского городского совета.
С 10 марта 2004 года хутор Афонка включён в Кабардинский сельский округ муниципального образования город-курорт Геленджик.

## Население
| 2002 | 2010 |
| ---- | ---- |
| 56   | ↗75  |

## Улицы
В хуторе всего одна улица — Лесная.